# Alge

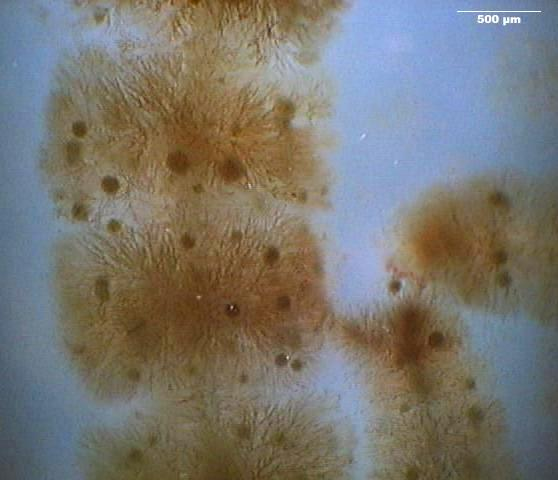
Batrachospermum moniliforme, o algă de apă dulce

Algele (lat. Algae - „iarbă de mare”) constituie un grup diversificat din regnul Protista, regnul Plantae dar și unele organisme din regnul Monera.

## Caracteristicile generale ale algelor
Algele sunt capabile de a realiza procesul de fotosinteză cu ajutorul pigmentului care este frecvent clorofila sau ficocianina. Astfel din apă, săruri minerale, CO2 folosind ca sursă de energie lumina solară și în prezența pigmentului verde clorofilă, sintetizează substanțe organice.
Majoritatea algelor sunt organisme acvatice, dar se întâlnesc și pe uscat: pe sol și pietre, pe copaci etc. Corpul algelor (talul) poate fi unicelular, colonial sau pluricelular. Celula algelor este protejată de un perete din celuloză și pectină. În citoplasmă se află unul sau câteva nuclee, mitocondrii, reticul endoplasmatic, vacuole, dictiozomi, cloroplaste (cromatofori). Cromatoforii pot avea formă de cupă, panglică, stea, spirală, numărul oscilând de la unul până la câteva sute. Corpul algelor pluricelulare nu este diferențiat în țesuturi și organe. În funcție de dispoziția celulelor, el poate fi filamentos sau lamelar.

## Clasificare
Cu numele de alge sunt denumite atât organisme procariote (fără nucleu individualizat), cât și organisme eucariote (cu nucleu individualizat). Din categoria procariotelor fac parte algele albastre - verzi. Dintre eucariote fac parte celelalte alge (verzi, brune, roșii, diatomee)

### Algele albastre-verzi

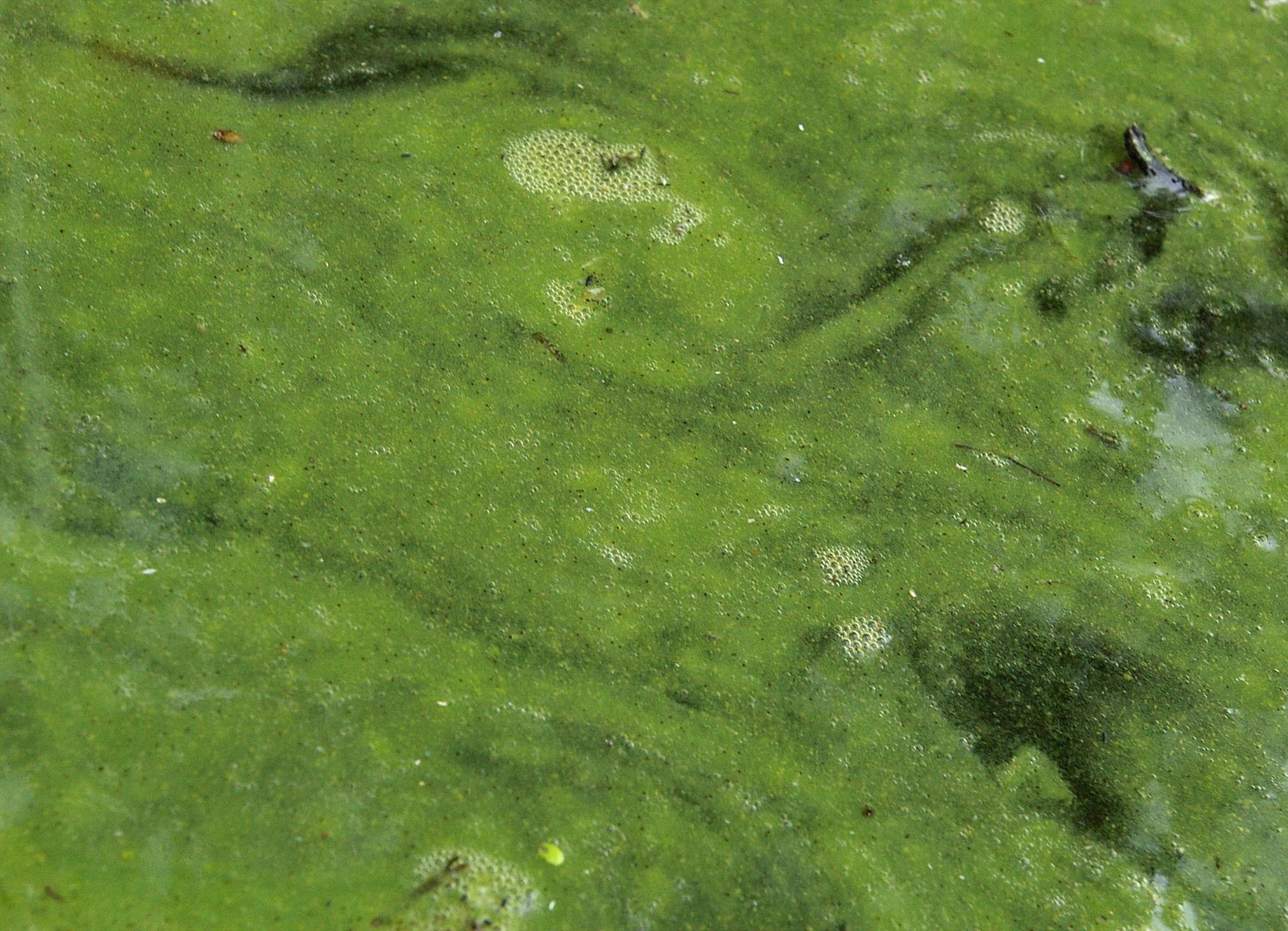
Cianobacterie.

Algele albastre-verzi sunt organisme procariote, singurele alge aparținând regnului Monera, încrengătura Cyanophyta. Toate formele sunt autotrofe. Culoarea o datorează pigmentului albastru ficocianina, care, împreuna cu clorofila, dau algei culoarea albastră-verzuie. Pigmenții sunt împrăștiați haotic în citoplasmă.
Citoplasma mai conține granule amidonoase de rezervă. Aceste alge se pot aranja sub formă de lanțuri, colonii sau filamente. Fiecare celulă din aceste forme „multicelulare” este identică cu cealaltă. Astfel, reproducerea este asexuată. De cele mai multe ori, aceasta constă în formarea celulelor în cadrul filamentelor în urma procesului de diviziune celulară.

### Algele verzi

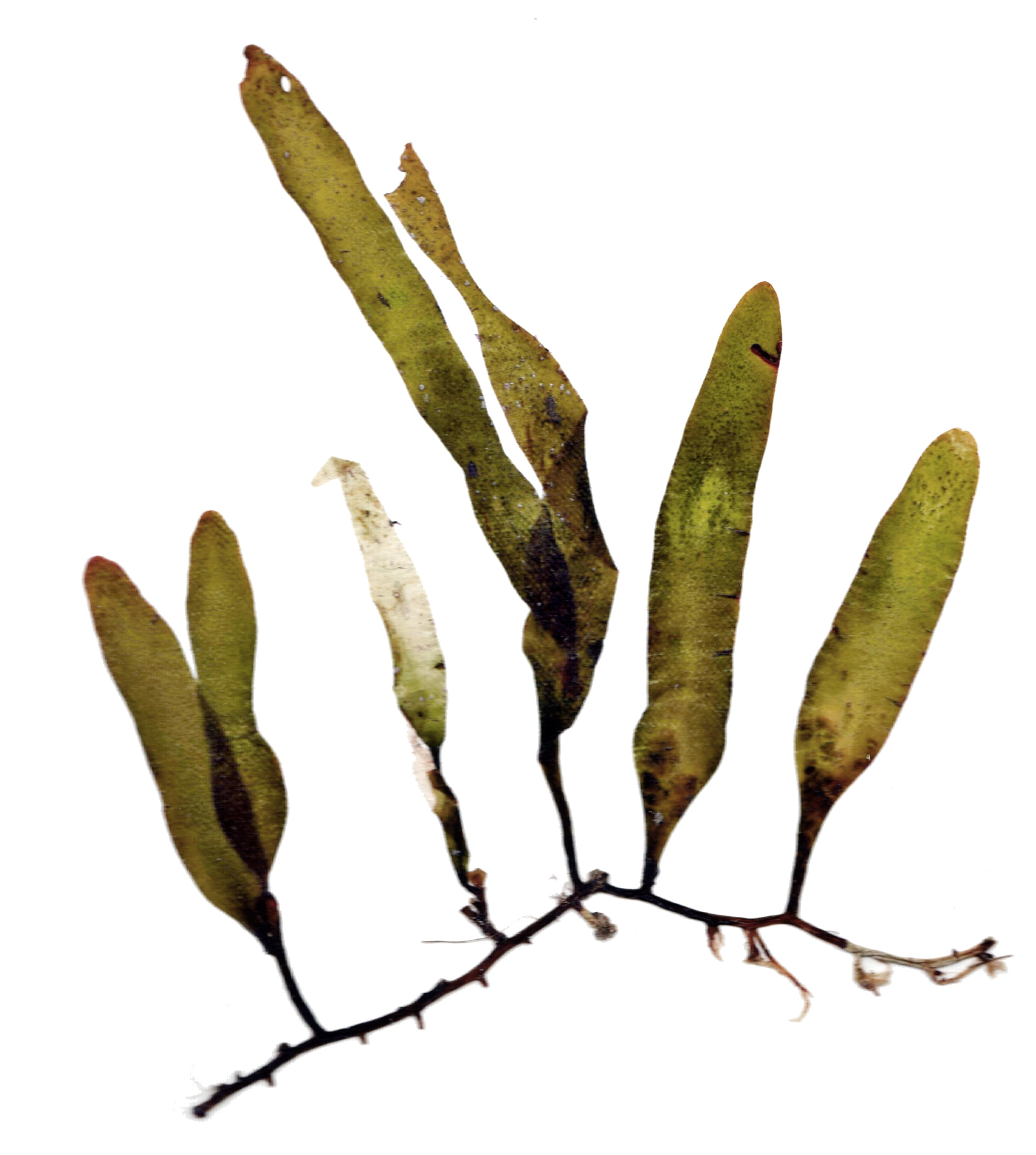
Alga verde.

Algele verzi (Clorophyta) desemnează un grup de alge a căror pigmenți fotosintetici principali sunt clorofila, a și b, și pigmenți xantofili și carotenici. Unele alge verzi, Streptophyta, sunt originea plantelor terestre; această ipoteză este confirmată de prezența clorofilei și similarității a diferitelor părți ale plantei și algei, și de studiile filogenetice.
Algele verzi nu formează un coerent complet, ele sunt reprezentate de diferiți taxoni ce sunt înrudiți filogenetic. Acestea prezintă caractere generale: trăiesc în ape dulci sau salmastre, pe soluri sau în locuri umede, au tal și se hrănesc autotrof. Predomină pigmentul verde datorită cloroplastului; nutrienții sunt depozitați sub formă de amidon în plastidă și în stromă. Reproducerea este, în principal, sexuată, dar poate fi și asexuată prin zoospori.

### Algele roșii

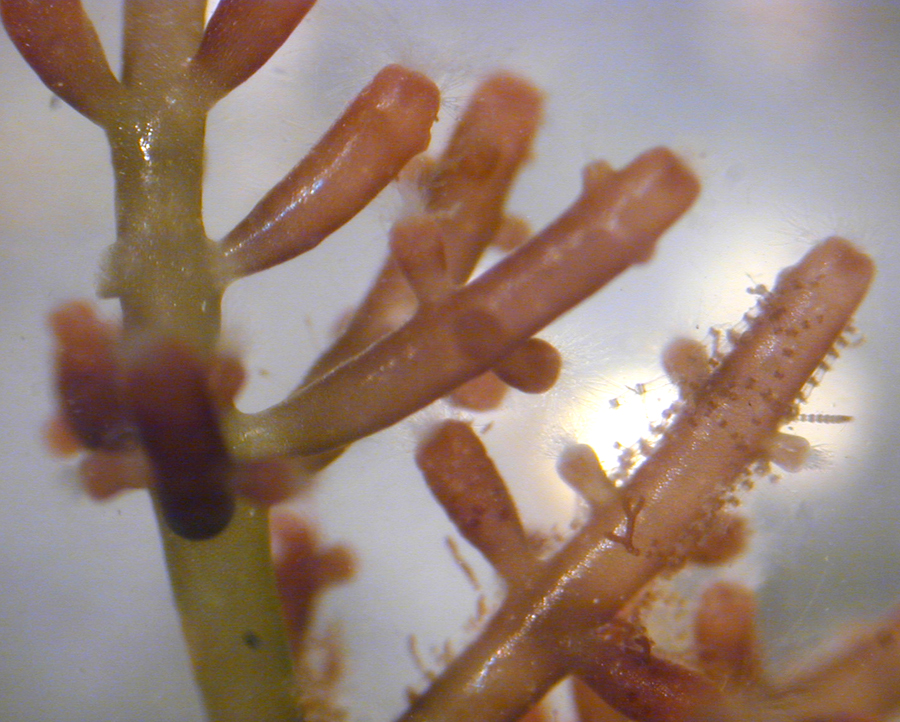
Alga roșie

Algele roșii (Rhodophyta) grupează aproximativ 6000 specii și a căror caracteristică comună este prezența pigmentului roșu numit ficoeritrină. Marea majoritate a algelor roșii sunt eucariote multicelulare. Își depozitează nutrienții sub formă de amidon floridean (sub formă de vezicule în cadrul citoplasmei celulare), iar peretele celular este alcătuit din pectină și celuloză. Conțin ficobiliproteină: ficoeritrină, ficocianină și aloficocianină, ce se găsesc în corpusculi, numiți ficobelizomi, iar clorofila este de tip a.

### Algele brune

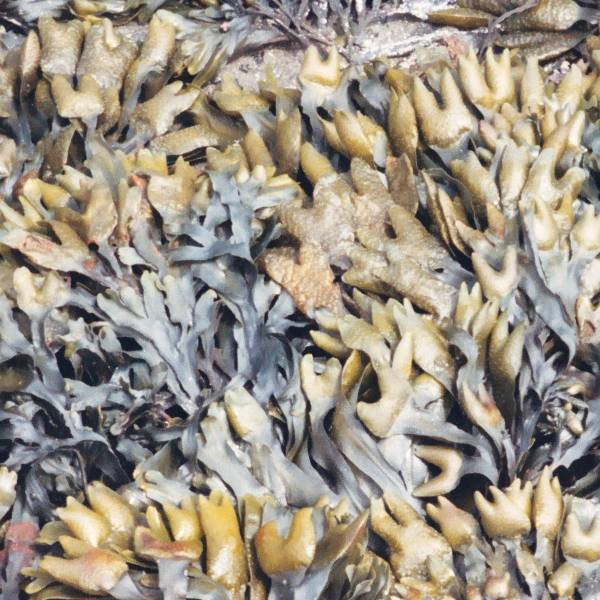
Alga brună

Algele brune (Phaeophyceae) cuprind aproximativ 1500 specii și a căror caracteristică majoră este prezența pigmentului fucoxantină și a clorofilei de tip a și c. Acestea au un tal relativ mare, putând ajunge până la 60 m. Peretele celular este format din sulfați fucani și acid alginic și nu prezintă amidon ca substanță de rezervă. Reproducere Modalitatea factorilor de mediu prin spori flagelați, respectiv sexuată prin gameți masculini flagelați. Are clorofilă.

### Diatomee

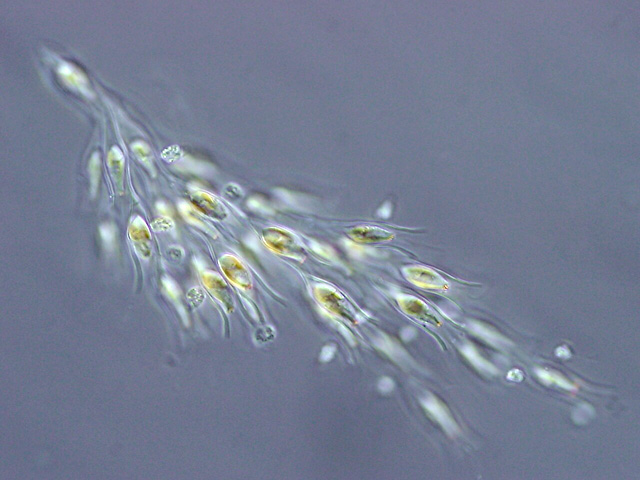
Diatomee.

Diatomeele sunt unele din cele mai comune tipuri de fitoplancton. Majoritatea sunt unicelulare, deși pot trăi în colonii sub formă de filament sau funde. Ele sunt producătorii lanțului trofic. O trăsătură aparte a celulei diatomeei constă în aceasta fiind învelită într-un perete celular unic, format din dioxid de siliciu hidratat. Acesta se compune din două părți asimetrice, cu o fisură între ele - de unde și numele algei. Dovezile fosile sugerează că originează din timpul, sau înaintea, perioadei jurasice. Diatomeele sunt folosite pentru monitorizarea condițiilor mediului și în studiul calității apei.

## Impactul algelor asupra mediului
- cca. 70% din biomasa mărilor și oceanelor este alcătuită din alge care formează fitoplanctonul, acesta stând la baza nutriției celorlalte organisme marine - raci, moluște, pești, păsări și mamifere acvatice;
- în urma fotosintezei algele formează cea mai mare parte a oxigenului din apă respirat de animalele acvatice;
- 60% din oxigenul existent pe planetă, este asigurat de algele marine.

## Utilizări comerciale
Pentru obținerea unor cantități comerciale
industrială, algele sunt cultivate în ferme speciale marine de algocultură.

## Vezi și
- Acvacultură
- Agar-agar
- Combustibil algal